# Lomgöl (Hjorteds socken, Småland, 638338-153789)
Lomgöl är en sjö i Västerviks kommun i Småland och ingår i Marströmmens huvudavrinningsområde.